# Rajske
Rajske (ukrainisch Райське; russisch Райское/Raiskoje) ist eine Siedlung städtischen Typs im Osten der ukrainischen Oblast Donezk mit etwa 690 Einwohnern.
Der Ort liegt etwa 8 Kilometer südwestlich der Stadt Druschkiwka und 67 Kilometer nördlich der Oblasthauptstadt Donezk am Fluss Kasennyj Torez.
Seit 1964 hat Rajske den Status einer Siedlung städtischen Typs.
Am 12. Juni 2020 wurde die Siedlung ein Teil neugegründeten Stadtgemeinde Druschkiwka, bis dahin bildete sie zusammen mit den Siedlungen städtischen Typs Nowohryhoriwka und Nowomykolajiwka sowie dem Dorf Krasnyj Kut (Красний Кут) und der Ansiedlung Starorajske (Старорайське) die gleichnamige Siedlungsratsgemeinde Rajske (Райська селищна рада/Rajska selyschtschna rada) als Teil der Stadtratsgemeinde von Druschkiwka.
Am 17. Juli 2020 wurde der Ort ein Teil des Rajons Kramatorsk.